# Niveau de Clark
Le niveau de Clark est utilisé avec l'indice de Breslow pour quantifier l'invasion en profondeur des mélanomes et depuis 2009 du carcinome épidermoïde invasif cutané (carcinome spinocellulaire) (OMS 2009).
Cinq niveaux ont été définis :
- niveau 1 : tumeur confinée à l'épiderme (mélanome in situ)
- niveau 2 : invasion du derme papillaire
- niveau 3 : invasion de la jonction du derme papillaire et du derme réticulaire
- niveau 4 : invasion du derme réticulaire
- niveau 5 : invasion de la graisse hypodermique (hypoderme)